# Borromeum

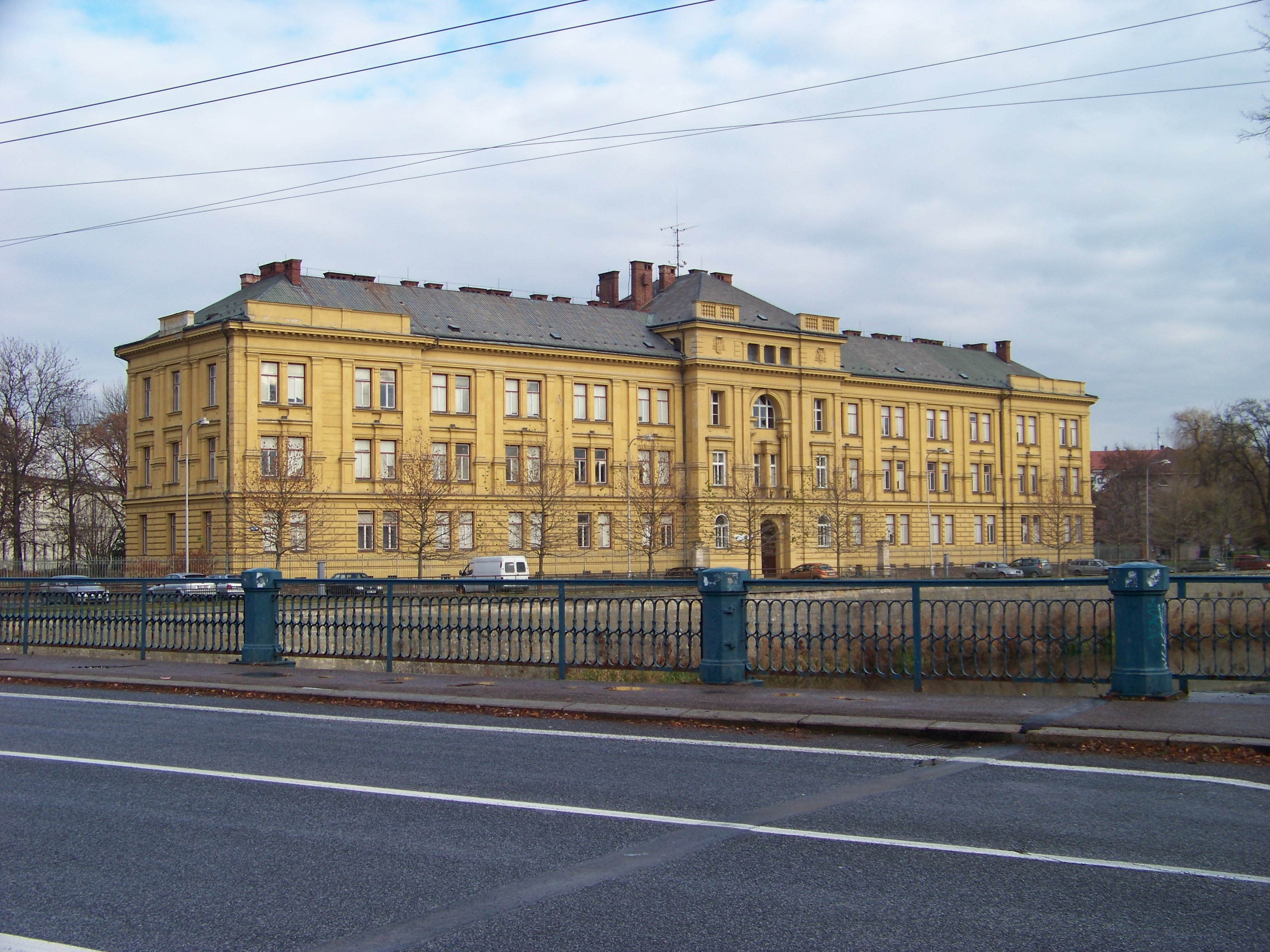
Nové Borromeum

Borromeum (dříve též Borromaeum) byl chlapecký konvikt v Hradci Králové, existující v letech 1860 až 1950 kromě období druhé světové války. Jako Borromeum (popřípadě Nové Borromeum) se označuje také budova na Orlickém nábřeží, ve které tento ústav sídlil od roku 1902 a v němž se dnes nachází Biskupské gymnázium. Původní sídlo ve Špitálské ulici sloužilo později jako pošta (tzv. „Stará pošta“) a po rekonstrukci na počátku 21. století je tento dům, chráněný jako kulturní památka České republiky, využíván komerčně a nese název „Boromeum residence“.

## Staré Borromeum
Ústav byl založen královéhradeckým biskupem Karlem Boromejským Hanlem a pojmenován Borromeum po jeho patronovi sv. Karlu Boromejském. Sbírka na jeho výstavbu započala již v roce 1850, v roce 1855 byl zakoupen dům čp. 183 a v roce 1857 další dvě budovy čp. 184 a 192. V roce 1858 byly všechny tyto tři domy zbourány a položen základní kámen nové stavby, kterou měla na jejich místě vzniknout. Nákladem 63 721 zlatých, nepočítaje v to různé vedlejší náklady, vystavěl královéhradecký stavitel František Dobrkovský ve Špitálské ulici dvoupatrový pozdně klasicistní palác, který tehdy byl třetí největší budovou ve městě.
Dne 7. dubna 1860 ohlásila biskupská konsistoř dokončení výstavby a se zahájením nového školního roku zde byl 1. října otevřen chlapecký konvikt, tj. internát pro gymnazisty, kteří se měli připravovat na další studium v kněžském semináři.
Při stavbě Borromea byly odkryty pohanské hroby.
Základy tohoto domu jsou veskrz 17 střevíců, ano ve dvou místech, a sice blíže studně a dřevníka až 5 sáhů hluboké; jelikož se zde přišlo na hroby pohanské,mající podobu studně, a jsoucí zachovalými ještě prkny vybité, v kterých popelnice a zvířecí hlava, při které 3 rohy ležely,nalezeny jsou.

## Nové Borromeum
V roce 1902 se ústav přestěhoval do nové budovy na Orlickém nábřeží, kterou vyprojektoval místní architekt Viktor Weinhengst. Nové Borromeum stále sloužilo jako chlapecký církevní internát (pro vzdělávání dívek byl určen klášter de Notre Dame na dnešní Pospíšilově třídě), až na konci druhé světové války zde byl umístěn lazaret pro zraněné vojáky. Po znárodnění budova patřila Pedagogickému institutu v Hradci Králové, předchůdci pozdější pedagogické fakulty. Od roku 1992 zde působí Biskupské gymnázium (dříve Bohuslava Balbína).

## Boromeum residence
Původní objekt v roce 1912 převzala, nejprve jako pronájem od církve a později jej získala do svého vlastnictví, pošta, proto byl ve městě znám jako „Stará pošta“. V přízemí fungoval poštovní úřad, nadzemní podlaží sloužila jako kanceláře různých podniků, ale též pro bytové účely. Po vystřídání několika majitelů byla stavba v roce 2004 odkoupena z majetku města Hradec Králové společností Špitálská s. r. o. a po rekonstrukci v letech 2004–2012 zde fungují apartmány s residenčním bydlením v kombinaci s hotelovým provozem, restaurací, kavárnou a vinárnou pod názvem „Boromeum residence“.

## Rektoři Borromea
- František Gruss (od září [1860])
- Msgr. Dominik Filip
- ThDr. František Reyl (od roku 1893)

## Vicerektoři Borromea
- Msgr. Dominik Filip (od září [1860])
- ThDr. Ferdinand Beneš (1885–1890)
- ThDr. František Reyl (1890–1893)
- PhDr. Dobroslav Orel
- doc. ThDr. Josef Cibulka (od roku 1911)